# Машхур Жусип
Машхур Жусип (каз. Мәшһүр Жүсіп, до 2018 года — Жанажол) — село в Баянаульском районе Павлодарской области Казахстана. Административный центр Жанажольского сельского округа. Расположено на правом берегу реки Ащысу, в 65 км к северо-западу от Баянаула и в 200 км к юго-западу от Павлодара. Код КАТО — 553639100.

## История

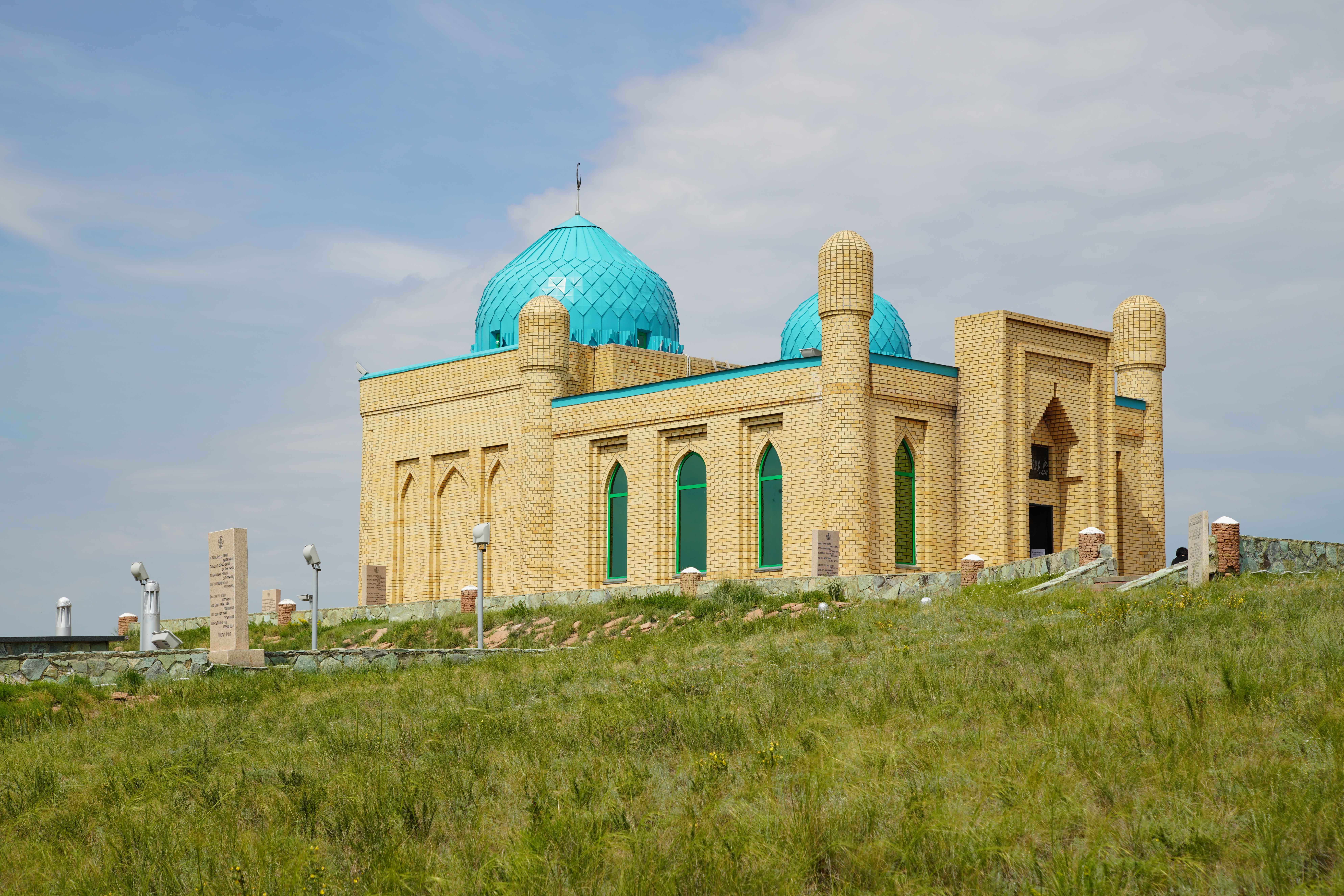
Мавзолей Машхура Жусупа

В 1930-е годы в ауле был образован колхоз «Жана-Жол» (в переводе с казахского языка — «новый путь»). Название связано с Октябрьской революцией 1917 года и символизировало «новую дорогу к жизни». Жанажол был центральной усадьбой бывшего овцеводческого совхоза «Жанажол», образованного в 1961 года на базе части совхоза «Шадринский». В 1990 году совхозу было присвоено имя Машхура Копеева, позднее здесь было образовано крестьянское хозяйство имени Копеева.
В окрестностях села Жанажол в урочище Ескельды находится мавзолей Машхура Жусупа Копеева. В самом Жанажоле есть музей Машхура Жусупа и средняя школа его имени.

## Население
В 1985 году в селе жили 531 человек, 1999 году население села составляло 855 человек (418 мужчин и 437 женщин). По данным переписи 2009 года, в селе проживал 371 человек (179 мужчин и 192 женщины).